# おまたせ地球一丁!
「おまたせ地球一丁!」（おまたせペコポンいっちょう）は、ケロロ小隊 with アンゴル・モア／ギロロ、タママ、夏美、桃華、小雪、モア／ケロロ小隊、モア、日向家、小雪 & 小猫のシングル。2008年5月21日にLantisから発売された。

## 概要
- 「おまたせ地球一丁!」は、テレビアニメ『ケロロ軍曹』のオープニングテーマとして使用された[2]。
- 初回限定でホロステッカーが封入された[3]。
- シングル「なんて素敵な土曜日」と同日発売となった[4]。

## 収録曲
（全作詞：畑亜貴）
1. おまたせ地球一丁! [4:15]
歌：ケロロ小隊（渡辺久美子、小桜エツ子、中田譲治、子安武人、草尾毅） with アンゴル・モア（能登麻美子）
作曲：伊藤真澄、編曲：菊谷知樹
  - テレビアニメ『ケロロ軍曹』エンディングテーマ
2. スキヤキ☆ばくだん [3:43]
歌：ギロロ（中田譲治）、タママ（小桜エツ子）、夏美（斎藤千和）、桃華（池澤春菜）、小雪（広橋涼）、モア（能登麻美子）
作曲：綾原圭二、編曲：近藤昭雄
3. 友だちごはん宇宙編 [3:27]
歌：ケロロ小隊、モア、日向家（川上とも子、斎藤千和、平松晶子）、小雪 & 小猫（谷井あすか）
作曲：清田愛未、編曲：tetsu-yeah
4. おまたせ地球一丁! [off vocal] [4:15]
5. スキヤキ☆ばくだん [off vocal] [3:27]
6. 友だちごはん宇宙編 [off vocal] [3:23]

## スタッフクレジット
| プロデューサー                 | 伊藤善之                                   |
| ディレクター                   | 木戸健介（Lantis）                         |
| レコーディングエンジニア       | 森田信之、守屋勝美                         |
| ミックスエンジニア             | 淺野浩伸、守屋勝美                         |
| マスタリングエンジニア         | 下重修                                     |
| イラストレーション             | 追崎史敏                                   |
| 仕上げ                         | 斎藤麻由、舟田圭一                         |
| ジャケットデザイン             | OverDriveDesign                            |
| チーフプロモーター             | 松村起代子（Lantis）                       |
| パブリシティプロモーター       | 鈴木めぐみ（Lantis）、岩下由希恵（Lantis） |
| セールスプロモーター           | 杉谷恵美（Lantis）                         |
| クリエイティブスーパーバイザー | 近藤信宏、大橋千恵雄                       |
| エグゼクティブプロデューサー   | 井上俊次                                   |